# Павловск (музей-заповедник)
Государственный художественно-архитектурный дворцово-парковый музей-заповедник (ГМЗ) «Павловск» — дворцово-парковый ансамбль конца XVIII — начала XIX веков, расположенный в Павловске, современном пригороде Санкт-Петербурга.
Ядро комплекса — Павловский дворец, летняя резиденция императора Павла I.
Ко дворцу примыкает Павловский парк площадью около 600 га, раскинувшийся по обоим берегам реки Славянки, что делает его одним из крупнейших пейзажных парков в Европе. Дворцово-парковый ансамбль строили на протяжении около 50 лет три поколения архитекторов и оформителей: Чарлз Камерон, Винченцо Бренна, Джакомо Кваренги, Андрей Воронихин, Карло Росси.

## Территориальное деление: составляющие парка
Павловский парк делится на следующие районы:
- Большая звезда
- Долина реки Славянки
- Центральный (Придворцовый район)
- Старая Сильвия
- Новая Сильвия
- Белая берёза
- Парадное поле

## История строительства дворца и парка
В XVIII веке в долине реки Славянки в 27 км от Санкт-Петербурга находились две небольших финских деревни с лугами и пахотными землями. В окрестностях деревень любила охотиться императрица Екатерина II, приезжавшая в эти места со свитой из Царского Села. Два деревянных домика с названиями «Крик» (сгорел во время фашистской оккупации) и «Крак» (разобран в 1929 году), выстроенные в лесу на берегах Славянки, служили для кратковременных остановок во время охоты. 12 декабря 1777 года по случаю рождения первого внука, будущего императора Александра I, императрица подарила эти земли (ранее выкупленные в казну) сыну, великому князю Павлу Петровичу.
В 1778—1779 годах построили два небольших дома: — Паульлуст (нем. Paullust — Павлова утеха) для Павла, и — Мариенталь (нем. Marienthal — Марьина долина) для его супруги Марии Фёдоровны по образцу домиков в имении её отца, герцога Вюртембергского: Этюпа близ Монбельяра.
В 1779 году в Россию по приглашению императрицы Екатерины II прибыл шотландский архитектор Чарлз Камерон с идеями создания «римских терм» в Царском Селе. Камерон непосредственно не работал в Павловске, занятый царскосельскими постройками, он создал общий проект дворца в палладианском стиле. По этому проекту на месте разобранного Паульлуста в 1782—1786 году возводили Большой дворец и разбивали парк — воплощение загородной палладианской виллы. В 1788 году Павел, который предпочитал в качестве резиденции Гатчину, подарил село Павловское своей жене Марии Фёдоровне.

## Архитектура Большого дворца
После 1786 года Камерон, из-за постоянных конфликтов с Павлом Петровичем, а затем и с великой княгиней, которая постоянно вмешивалась в проектирование, вообще отказался от работ в селе Павловское. Поэтому все вопросы строительства на месте решал швейцарский рисовальщик и декоратор Анри-Франсуа-Габриэль Виолье, работавший в должности «инспектора кабинетов картин и эстампов». Виолье Старший (прозванный так в отличие от брата, Габриэля Виолье (Гавриила Петровича Виоллье), секретаря Марии Фёдоровны) в 1781—1782 годах сопровождал великокняжескую чету в путешествии по Европе под именами графа и графини Северных. Именно Виолье руководил приобретением картин, мебели, шпалер, изделий из бронзы, фарфора, тканей и всех деталей обстановки для будущего дворца. Виолье разрабатывал убранство интерьеров, делал рисунки декоративных росписей, лепки и даже рисунки мебели в стиле «Луи XVI» (французского неоклассицизма), по которым работали русские мастера.
Согласно проекту Камерона к 1796 году возвели главный корпус дворца кубического объёма с бельведером наверху, колонными портиками западного и восточного фасадов по образцу Виллы Ротонда А. Палладио и двумя циркумференциями (полуциркульными крытыми колоннадами) с боковыми «службами». Анфилады комнат были разделены на «мужскую» и «женскую» половины. В центре здания — приёмные и танцевальные залы.
С воцарением Павла I в ноябре 1796 года и последующей отставкой Камерона главным архитектором Двора был назначен помощник Камерона, итальянский архитектор Винченцо Бренна. Император настаивал на увеличении размеров дворца для придания ему большей величественности. Бренна надстроил созданные Камероном циркумференции (полуциркульные галереи) вторым ярусом лоджий саркадами и трельяжами между арками, увенчал галереи балюстрадой, вазонами с гирляндами. Боковые корпуса украсил трофеями (военной арматурой). С западной стороны Бренна пристроил к дворцу так называемую Светлую колоннаду (позднее «Галерея Гонзага»). С 1799 года в Павловске работал итальянский художник-декоратор Пьетро ди Готтардо Гонзага (Гонзаго). Он создал эскизы росписи плафонов новых парадных интерьеров Большого дворца. «Павловск — энциклопедия Гонзаго, — писал А. М. Эфрос, — Нигде он не проявил себя полнее, многообразнее… Нигде он не был больше самим собой». Гонзага отдал Павловску тридцать пять лет жизни и не просто доделывал то, что не успел сделать Камерон, а «заполнял всё пространство своей фантазией и вкусом». В 1805—1807 годах Гонзага расписал стены и плафон Светлой колоннады архитектурными перспективами trompe-l'œil («обман зрения»; росписи были разрушены войной, условно воссозданы к 2011 году по немногим уцелевшим фрагментам и эскизам художника) и развил камероновскую и палладианскую идею «прозрачных колоннад», продолжив её осуществление в Павловском парке «пейзажного», английского стиля.

## Общая хронология дворца
- 25 мая 1782 — начало строительства Павловского дворца.
- 1783 — построен центральный корпус.
- 1785 — построены галереи-колоннады и служебные корпуса.
- 1787 — завершена отделка внутренних помещений дворца.
- 1796 — воцарение Павла I.
- Конец 1790-х — дворец перестроен и расширен.
- 1801 — убийство Павла I.
- 10 января 1803 — пожар в Павловском дворце.
- 1803—1805 — восстановление дворца.
- 1805—1807 — Пьетро Гонзаго создаёт Галерею Гонзаго
- 1808 — построен «кабинет-фонарик» с фигурами кариатид. Архитектор А. Н. Воронихин, скульптор В. И. Демут-Малиновский[10].

- 1822—1824 — построен библиотечный корпус.
- 1872 — в парадном дворе установлен памятник Павлу I.
- 1920-е — реставрация по проекту архитектора С. В. Домбровского, служившего в должности хранителя и архитектора дворца.
- 1942—1944 — парк сильно пострадал во время немецкой оккупации. Дворец был подожжён и заминирован оккупантами при отступлении[11][12][13]
- 1957 — в ходе послевоенной реставрации открыты для посетителей первые залы дворца: Передний, Кавалергардский, Кавалерский, Оркестровая и Буфетная[14].
- 1978 — завершена реставрация Павловского дворца. Годы своей жизни положила на реставрацию дворца Анна Ивановна Зеленова, директор музея.
- 1978 — коллектив Дворца-музея награждён орденом «Знак Почёта»[15][16].
- 1983 — присвоен статус музея-заповедника.
- 1986 — коллектив архитекторов, реставраторов и художников во главе с главным хранителем дворца А. М. Кучумовым удостоен высшей награды СССР — Ленинской премии.
- 1990 — Павловский дворцово-парковый ансамбль включён в список объектов культурного наследия ЮНЕСКО[16].
- 2023 — Музей-заповедник посетили 1,9 млн человек за год[17].
- 2024 — В январе в музей вернулись книги, похищенные фашистами во время оккупации. Возвращены две книги на французском языке: 4-й том «Исторических и политических мемуаров времен правления Людовика XVI» (Париж, 1801 г.) и 3-й том «Секретной переписки Марии Антуанетты» (Париж, 1874)[18].
- 2024 — В марте музей передал на реставрацию картины С. Ф. Щедрина «Вид на Павловский дворец» и «Вид на Мариентальский пруд»[19].

### Туризм и рекреационный потенциал парка
Дворец и прилегающий к нему парк являются важными объектами как внутрироссийского, так и международного туризма.
Ученица А. М. Кучумова, профессор Гарвардского университета Сюзанна Масси (долгие годы советник президента Рейгана по русским делам, научившая своего патрона русским поговоркам) основала Общество друзей Павловска. Масси выпустила в США на основе материалов учителя книгу «Павловск. Жизнь русского дворца» (1990, первое издание в России в Санкт-Петербурге, 1997).

## Фотографии

### Дворец и садово-парковый комплекс
- Цветущая гортензия в цветнике Павловского дворца
- Живопись в античном стиле на одной из наружных стен Павловского дворца
- Памятник Павлу I на площади у Павловского дворца
- Вид на плац Павловского дворца
- Фрагмент росписей Галереи Гонзаго в Павловском дворце
- Висконтиев мост в парке
- Галерея Гонзаго

### Интерьеры дворца
- Парадный лестничный пролёт Павловского дворца в древнеегипетском стиле
- Купольный свод Павловского дворца
- Столик с часовыми механизмами в Павловском дворце
- Гобелен со сценами придворной жизни в Павловском дворце
- Греческий зал

## Путеводители и альбомы
- А. М. Кучумов. «Павловск. Дворец и парк». Ленинздат, 1976.
- А. М. Кучумов. «Убранство русского жилого интерьера XIX века». 1977 г.
- А. М. Кучумов. «Русское декоративно-прикладное искусство XVIII — начала XIX века». Ленинздат, 1981 г.
- А. М. Кучумов. "Государственный музей-заповедник «Павловск». Ленинздат, 1981.